# Bitwa pod Kubliczami
Bitwa pod Kubliczami – część wielkiej bitwy nad Berezyną. Walki polskich 7 pułku piechoty Legionów i 13 pułku piechoty z sowiecką 53 Dywizją Strzelców w czasie majowej ofensywy wojsk Michaiła Tuchaczewskiego w okresie wojny polsko-bolszewickiej.

## Położenie wojsk przed bitwą
W maju 1920, po zajęciu Kijowa i zdobyciu przyczółków mostowych po wschodniej stronie Dniepru, wojska polskie przeszły do obrony. Wódz Naczelny Józef Piłsudski zdawał sobie sprawę z tego, że nie udało mu się rozbić większych sił nieprzyjaciela, a jedynie zmusił je do wycofania się dalej na wschód. Stąd też planował nowe uderzenie, tym razem na północnym odcinku frontu wschodniego. W tym czasie dowódca Frontu Zachodniego Michaił Tuchaczewski grupował wojska na wschodnim brzegu Berezyny i także przygotowywał je do ofensywy.

### Skład wojsk
Wojsko Polskie
- 1 Armia gen. Stefana Majewskiego obsadzała odcinek Dryssa–Połock–Uszacz–Lepel. W pierwszym rzucie posiadała 8 Dywizję Piechoty i 1 Dywizję Litewsko-Białoruską, a w odwodzie 3 Dywizję Piechoty Legionów i 1 Brygadę Jazdy.
- 4 Armia gen. Szeptyckiego w składzie 2 Dywizja Piechoty Legionów, 6., 14. i 9. dywizje piechoty broniła linii Berezyny od Lepla po ujście do Dniepru.

17 maja dowodzenie nad obu armiami przejął gen. Stanisław Szeptycki.
Armia Czerwona
Na wschodnim brzegu Berezyny utworzono zgrupowanie uderzeniowe:
- 15 Armia Augusta Korka w składzie 4., 6., 5., 53., 56. dywizje strzeleckie i 15 Dywizja Kawalerii[a]
- Grupę Północną Jewgienija Siergiejewa w składzie 48 Dywizja Strzelców i 164 Brygada Strzelców
- 16 Armia Nikołaja Sołłohuba w składzie 2., 8., 10., 17. i 21. dywizje strzeleckie[b].

Całością sił uderzeniowych dowodził dowódca Frontu Zachodniego Michaił Tuchaczewski.
Sytuacja w pasie obrony 8 Dywizji Piechoty
Broniąca linii frontu nad górną Berezyną, Uszaczem i Dźwiną 1 Armia miała na swoim lewym skrzydle rozlokowaną obronnie 8 Dywizję Piechoty. W centrum ugrupowania bojowego dywizji, na odcinku Homel – Dzwony – Lutowo – Sołomirie – Mienica – Woroniecz, swoje pozycje obronne rozbudował 13 pułk piechoty płk. Karola Kraussa. Polskie pozycje obronne składały się z trzech linii. Pierwszą tworzyły punkty oporu, które miały rozpoznać kierunki natarcia przeciwnika. Zasadniczą walkę zamierzano stoczyć na drugiej linii, opartej na silnie umocnione miejscowości. W przypadku jej przełamania planowano odwrót na trzecią „ostateczną” linię obrony.
Oddziały sowieckiej 15 Armii zajmowały stanowiska od szesnastu do osiemnastu km na wschód od linii polskich. Walki toczone wiosną 1920 polegały głównie na wypadach przez pas „ziemi niczyjej” na tyły linii przeciwnika.

## Przebieg działań

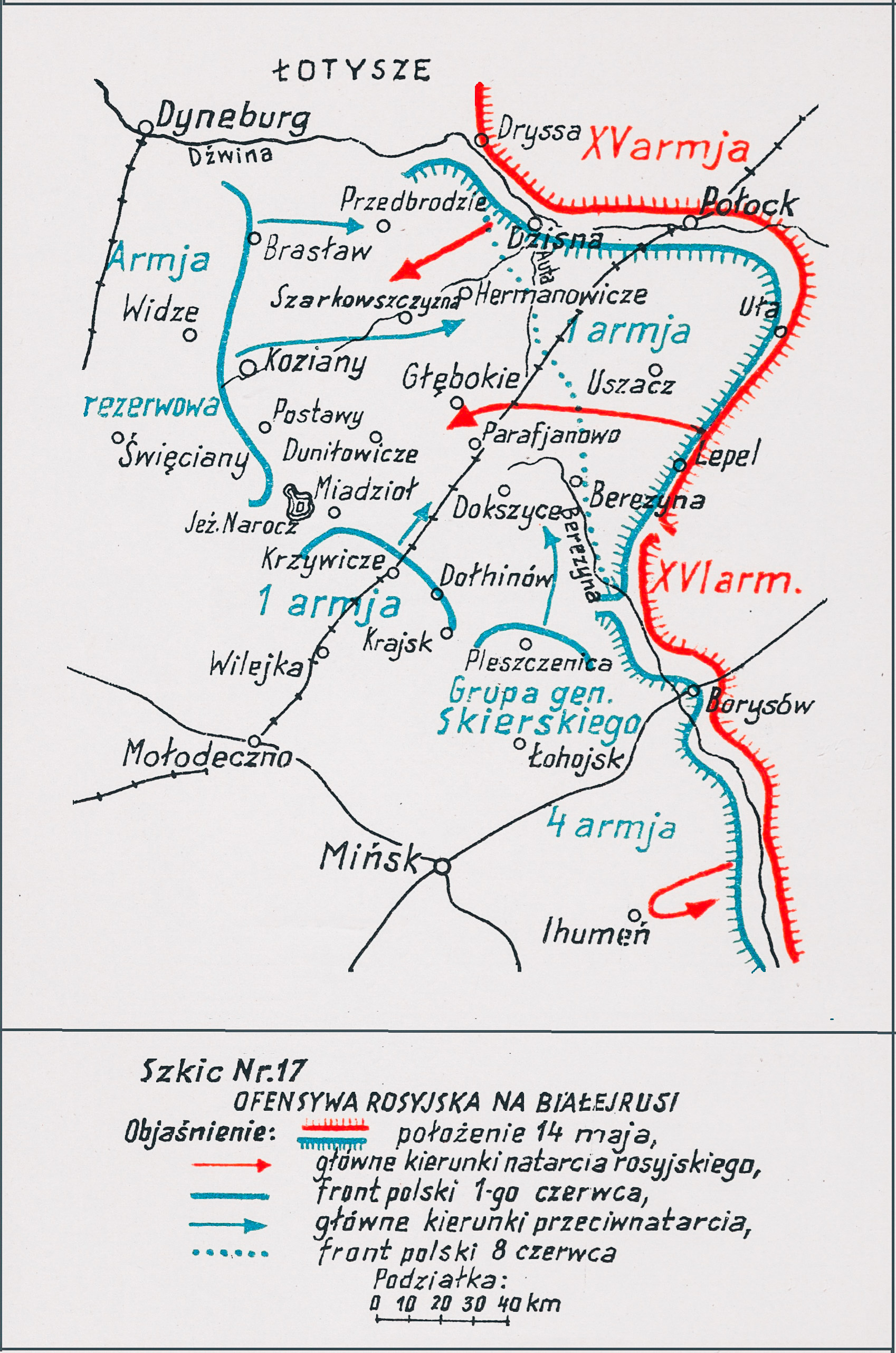
Adam Przybylski
Wojna Polska 1918―1921

14 maja wojska Frontu Zachodniego Michaiła Tuchaczewskiego przeszły do ofensywy.
Oddziały 15 A przełamały pierwszą linię obrony 8 Dywizji Piechoty na odcinku bronionym przez XV Brygadę Piechoty. 
Wieczorem dowództwo 1 Armii skierowało na zagrożony odcinek grupę ppłk. Karola Udałowskiego
O świcie 15 maja 53 Dywizja Strzelców uderzyła na pozycje 13 pułku piechoty.
Wspierany ogniem dwóch baterii 8 pułku artylerii polowej i plutonu 8 pułku artylerii ciężkiej 13 pułk odrzucił pierwsze natarcie. Kolejny atak nieprzyjaciela przełamał jednak obronę 12 kompanii i czerwonoarmiści ruszyli traktem Dzwony – Kublicz. Pułk początkowo bezskutecznie atakował odwodowymi 7 i 8 kompanią, a później wycofał się w kierunku Uszacza. 
Około 10.00 na przedpolach Kublicz do walki wszedł II/7 ppLeg. Oczekując na nadejście głównych sił pułku z artylerią batalion zajął pozycje przed miejscowością i kosztem wysokich strat odparł dwa natarcia nieprzyjaciela.
Po południu przewaga sowiecka była tak duża, że polski kontratak tylko na krótko poprawił położenie, a w międzyczasie inne oddziały 53 DS przełamały na południowy wschód od Kublicz obronę wzmocnionego baterią 5 pap III/13 pułku piechoty.
Wieczorem przeciwnik zaczął obchodzić stanowiska polskie od strony Uszacza. W tej sytuacji dowódca 8 Dywizji Piechoty zarządził odwrót. 13 pułk piechoty i 7 pułk piechoty Legionów wycofały się na Głębokie na dawne niemieckie okopy od traktu Kobylnik – Duniłowicze do jeziora Mizioł. W ciemnościach część żołnierzy zgubiła swoje pododdziały, a w okopach pozostawiono część rynsztunku.

## Bilans walk
Walki w rejonie Kublicz zakończyły się klęską wojsk polskich.
Przełamana została obrona XV Brygady Piechoty. 13 pp i 7 ppLeg. poniosły wysokie straty, a III/13 pp musiał być po walce przeformowany na dwukompanijny. W wyniku walk pod Kubliczami 8 Dywizja Piechoty zmuszona została do odwrotu.

Straty rosyjskie są nieznane.